# ワタモドキ科
ワタモドキ科 (ワタモドキか、Cochlospermaceae) は被子植物の科。2属20種ほどの木本からなり、世界の熱帯（東南アジア島嶼部を除く）に分布し、特に乾燥地に多い。
ベニノキ科に近縁であり、APG植物分類体系の2003年版 (APG II) ではベニノキ科に含めてもよいとし、さらに2009年版 (APG III) ではベニノキ科の中に入れている。